# 約道
約道（英語：York Road）是香港九龍九龍塘一條道路，是高尚住宅區，沿道建有獨立式洋房。約道以英國約克郡命名，屬於由西向東的單程路，西面連接多福道與律倫街，東面連接窩打老道，與北面的羅福道平行。

## 著名建築
- 約道5A號屋及約道7號：唐英年家族祖屋，為唐英年大宅僭建風波中的其中一座大宅。
- 約道6號：中央人民政府駐香港特別行政區聯絡辦公室（中聯辦）九龍工作部舊址
- 約道13號：香港三級歷史建築

## 鄰近
- 窩打老道
- 九龍塘站